# Usina Hidrelétrica de Salto Osório
A Usina Hidrelétrica de Salto Osório está localizada no  Rio Iguaçu entre os municípios de São Jorge d'Oeste e Quedas do Iguaçu

## Características
A usina tem uma capacidade instalada de 1.078 MW. Pertencia à estatal Eletrosul Centrais Elétricas S.A até 1997, mas durante o segundo mandato do presidente FHC foi concedida à iniciativa privada juntamente com todo o parque gerador da Eletrosul. O parque gerador era composto por 5 usinas termelétricas, 3 usinas hidrelétricas e duas usinas hidrelétricas em construção.

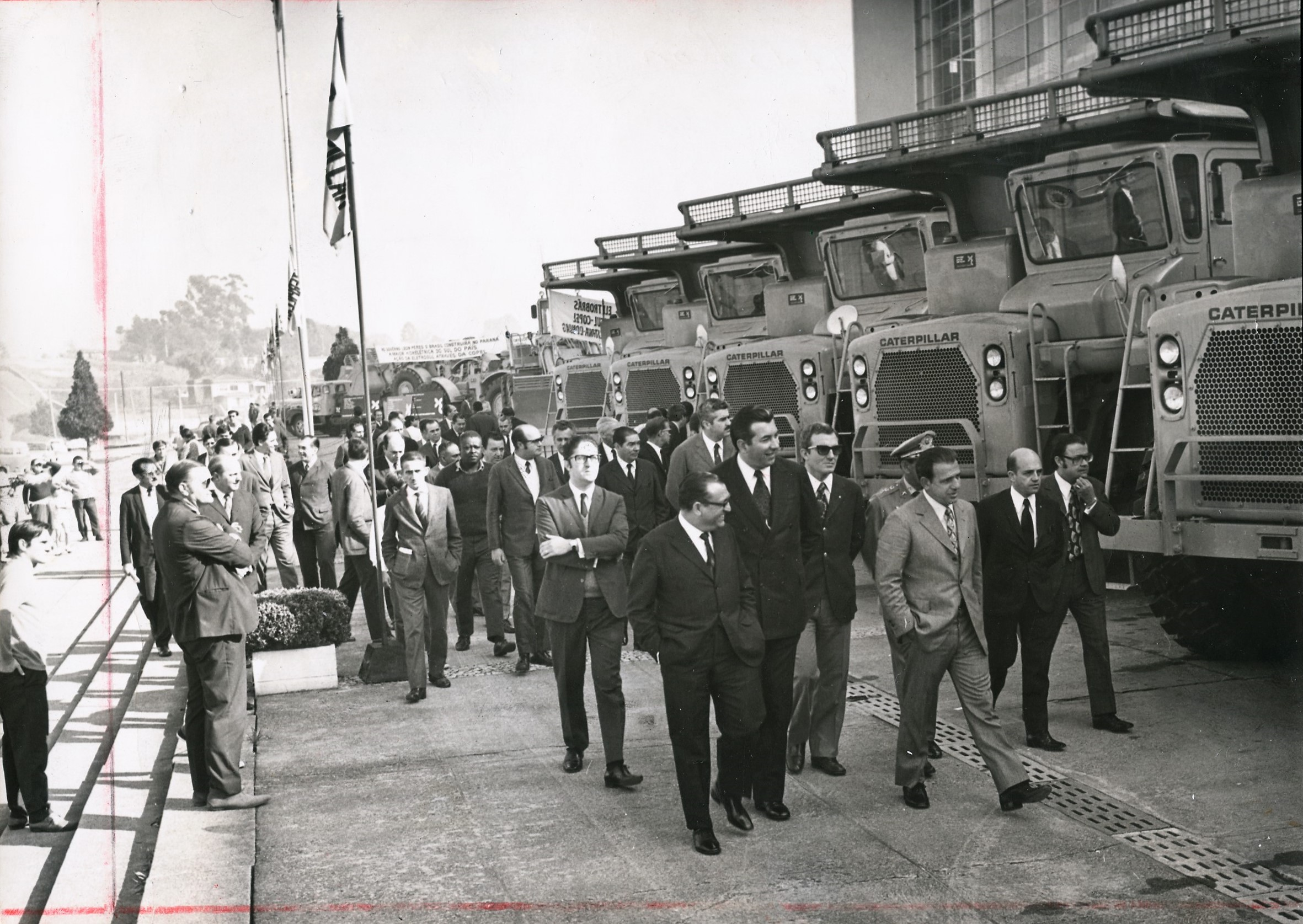
Haroldo Leon Peres inspeciona equipamentos na usina hidrelétrica de Salto Osório, em 5 de agosto de 1971.